# Xã Salo, Quận Aitkin, Minnesota
Xã Salo (tiếng Anh: Salo Township) là một xã thuộc quận Aitkin, tiểu bang Minnesota, Hoa Kỳ. Năm 2010, dân số của xã này là 102 người.